# Palayamkottai
Palayamkottai (o Palamcottah, fort-baronia, coneguda com l'Oxfor del sud de l'Índia) és una ciutat de Tamil Nadu al districte de Tirunelveli, part de la Corporació de la ciutat de Tirunelveli. Està situada prop del riu Tambraparni a 08° 43′ N, 77° 44′ E / 8.717°N,77.733°E. La seva població actual no es compta separadament, ja que figura al cens dins de la de Tirunevelli. Fou antigament ciutat fortificada i les fortificacions es conservaven quan va passar a mans britàniques i fou la base de les guerres contra els poligars. Als finals del segle xix la guarnició fou retirada i el fort desmantellat. La municipalitat es va formar el 1866; el suburbi de Melapalaiyan fou després incós al municipi; el 1901 la població era de 39.545 habitants. És seu d'un bisbe catòlic.